# Економија Хаитија
Економија Хаитија се заснива на тржишним принципима, односно на принципима слободне тржишне економије. То је била француска колонија пре него што је стекла независност у устанку њеног поробљеног народа. Суочила се са ембаргом и изолацијом након независности, као и са политичким кризама испрекиданим страним интервенцијама и разорним природним катастрофама. Процењена популација Хаитија у 2018. била је 11.439.646.  Лист Економист је 2010. известио: „Хаити је дуго познат као најсиромашнија земља на западној хемисфери, тетурао је из једне кризе у другу.“ 
Хаити има пољопривредну привреду. Преко половине светског уља ветивера (есенцијално уље које се користи у врхунским парфемима) долази са Хаитија. Банане, какао и манго су важне извозне културе. Хаити је такође кренуо да се прошири на производњу вишег ранга, производећи таблете засноване на Андроид-у  и тренутне сензоре и трансформаторе.  Његов главни трговински партнер су Сједињене Америчке Државе (САД), које тој земљи омогућавају преференцијални трговински приступ америчком тржишту путем могућности Хаитија у хемисфери кроз охрабривање партнерства (ХОПЕ) и закона о Закону о подстицању програма економског повећања Хаитија (ХЕЛП).
Рањивост на природне катастрофе, као и сиромаштво и ограничен приступ образовању су међу најозбиљнијим недостацима Хаитија.  Две петине свих Хаићана зависе од пољопривредног сектора, углавном малих пољопривредних производа за самосталан живот, и и даље су подложни штетама услед честих природних катастрофа, погоршаних распрострањеном крчењем шума у земљи . Хаити пати од озбиљног трговинског дефицита, на чијем решавању ради преласком на производњу вишег ранга и производе са више додане вредности у сектору пољопривреде. Дознаке су примарни извор девиза, што износи скоро 20% БДП-а.  Хаитијска економија је била озбиљно погођена земљотресом на Хаитију 2010. који се догодио 12. јануара 2010. 

## Економска историја Хаитија
Пре него што су се људи поробљени на Хаитију да обрађују његове плантаже побунили против француске колонизације 1804. године, Хаити је био рангиран као најбогатија и најпродуктивнија колонија на свету.  У годинама формирања независности, Хаити је патио од изолације на међународној сцени, о чему сведочи рани недостатак дипломатског признања које су му признале Европа и Сједињене Државе (које су га признале тек 1862); ово је имало негативан утицај на инвестиције на Хаитију. Још једна економска препрека у раној независности Хаитија била је исплата 150 милиона франака Француској почев од 1825; ово је много допринело исцрпљивању капитала из земље. Француска је приморала Хаити да плати за своју независност и слободу од колонизације. Према студији из 2014. године, хаићанска економија је стагнирала због комбинације слабе државне моћи и неповољних међународних односа. 
За новорођену 'црначку републику' било је тешко да постане призната као суверена национална држава, било је тешко формирати стратешке савезе, добити приступ страним зајмовима и заштитити трговинске интересе, а била је преоптерећена дугом под претњом спољно насиље (француска одштета). Самоизабрана изолација, на пример забраном страног земљопоседа, додатно је смањила избор узастопних хаићанских администрација. Када су се у касном 19. веку отвориле могућности за раст вођен извозом, шансе су биле насупрот Хаитију.
Сједињене Државе су извршиле инвазију и окупирале Хаити од 1915. до 1934. године.
Након обнове уставне владавине 1994. године, хаићански званичници су показали своју посвећеност економској реформи кроз спровођење здраве фискалне и монетарне политике и доношење закона који налажу модернизацију државних предузећа. Основан је Савет за вођење програма модернизације (ЦМЕП) и сачињен је распоред за модернизацију девет кључних парадржавних јединица. Иако су државни млин и цементаре пребачени на приватне власнике, напредак на осталих седам парадржавних предузећа је заустављен. Модернизација државних предузећа на Хаитију остаје контроверзно политичко питање на Хаитију.
Под председником Ренеом Превалом (1996–2001, 2006 – 14. мај 2011), економска агенда земље укључивала је либерализацију трговине и царина, мере за контролу владиних расхода и повећање пореских прихода, смањење броја запослених у државној служби, реформу финансијског сектора, приватизацију државе. -предузећа у власништву, и обезбеђивање уговора о управљању са приватним сектором, или заједничко јавно-приватно улагање. Споразуми о структурном прилагођавању са Међународним монетарним фондом, Светском банком, Интерамеричком развојном банком и другим међународним финансијским институцијама у циљу стварања неопходних услова за раст приватног сектора показали су се само делимично успешним.
Упоредни друштвени и економски показатељи показују да Хаити заостаје за другим земљама у развоју са ниским приходима (посебно на западној хемисфери) од 1980-их. Економска стагнација Хаитија је резултат неодговарајуће економске политике, политичке нестабилности, недостатка доброг обрадивог земљишта, погоршања животне средине, континуиране употребе традиционалних технологија, недовољно капитализовање и недостатак јавних инвестиција у људске ресурсе, миграција великог дела квалификованог становништва и слаба национална штедња. 
Хаити и даље трпи последице државног удара из 1991 . Неодговорна економска и финансијска политика де факто власти у великој мери је убрзала економски пад Хаитија. Након пуча, Сједињене Државе су усвојиле обавезне санкције, а ОАС је увела добровољне санкције са циљем обнављања уставне власти. Међународне санкције су кулминирале у мају 1994. Уједињених нацијаембарго на сву робу која улази на Хаити осим хуманитарних залиха, као што су храна и лекови. Сектор монтаже, који је у великој мери зависан од америчких тржишта за своје производе, запошљавао је скоро 80.000 радника средином 1980-их. Током ембарга, запосленост је пала са 33.000 радника у 1991. на 400 у октобру 1995. Приватне, домаће и стране инвестиције су се споро враћале на Хаити. Од повратка уставне владавине, запосленост у скупштинском сектору се постепено опорављала са преко 20.000 сада запослених, али је даљи раст заустављен због забринутости инвеститора око сигурности и поузданости снабдевања.
Дознаке из иностранства су константно представљале значајан извор финансијске подршке за многа хаићанска домаћинства.
Министарство економије и финансија Хаитија осмислило је економске реформе Хаитија из 1996. године како би се обновила привреда Хаитија након значајних падова претрпљених претходних година. Примарне реформе биле су усредсређене на План за хитан економски опоравак (ЕЕРП), а праћене су реформама буџета .
Реални раст БДП- а Хаитија постао је негативан у фискалној 2001. након шест година раста. Реални БДП је пао за 1,1% у ФГ 2001. и 0,9% у ФГ 2002. На макроекономску стабилност негативно су утицали политичка неизвесност, колапс неформалних банкарских задруга, високи буџетски дефицити, ниске инвестиције и смањени међународни токови капитала, укључујући обуставу кредитирања МФИ пошто је Хаити запао у дугове са Међуамеричком развојном банком (ИДБ) и Светском банком.
Економија Хаитија се стабилизовала 2003. Иако је фискална 2003. почела брзим опадањем тикве због гласина да ће депозитни рачуни у америчким доларима бити национализовани и због повлачења субвенција за гориво, влада је успешно стабилизовала тикву јер је доносила политички тешке одлуке слободно кретати цене горива према ценама на светском тржишту и подизати каматне стопе. Владин споразум са Међународним монетарним фондом (ММФ) о програму надгледања особља (СМП), након чега је уследила исплата њених 32 милиона долара заосталих обавеза ИДБ-у у јулу, отворио је пут за обновљено кредитирање ИДБ-а. ИДБ је исплатио 35 милиона долара од 50 милиона долара зајма заснованог на политикама у јулу и почео да исплаћује четири претходно одобрена пројектна зајма у укупном износу од 146 милиона долара. ИДБ, ММФ и Светска банка је такође разговарала са владом о новим кредитима. Много тога би зависило од придржавања владе фискалних и монетарних циљева и реформи политике, као што су оне започете у оквиру СМП-а, и Хаитија да плати заостале обавезе према Светској банци (30 милиона долара на дан 30. 9. 2003.).
ММФ је процијенио да је реални БДП био сталан у фискалној 2003. и предвидео раст реалног БДП-а од 1% за 2004. годину. Међутим, БДП по глави становника – који износи 425 долара у фискалној години 2002. – наставиће да опада пошто се раст становништва процјењује на 1,3 % годишње Док су имплементација реформи управљања и мирно решавање политичког застоја кључни за дугорочни раст,спољна подршка остаје кључна у избегавању економског колапса. Главни елемент су дознаке из иностранства, пријављене као 931 милион долара у 2002., првенствено од стране помоћи САД, док су у 2002. години износиле 130 милиона долара. Укупни нивои стране помоћи су опали од 1995. године, године када је изабрана влада враћена на власт под Мандат Уједињених нација, када је међународна заједница обезбедила преко 600 милиона долара помоћи.
Законска минимална зарада од 36 тиквица дневно (око 1,80 УСД) је постављена 1995. године, а односи се на већину радника у формалном сектору. Касније је повећана на 70 тиквица дневно. Овај минимум је 200 тиквица дневно (око 4,80 УСД). 39.175 тиквица = амерички долар.
Економија Хаитија претрпела је озбиљан пад у јануару 2010. године када је земљотрес јачине 7,0 степени Рихтерове скале уништио већи део главног града, Порт-о-Пренса, и суседних области. Већ најсиромашнија држава у Америци са 80% становништва које живи испод границе сиромаштва и 54% у крајњем сиромаштву, земљотрес је нанео штету од 7,8 милијарди долара и проузроковао да се БДП земље смањи за 5,4% у 2010. После земљотреса, Хаити је добио 4,59 милијарди долара међународних обећања за реконструкцију, која се одвија споро.
Америчко економско ангажовање у складу са Законом о могућностима Хаићанске хемисфере кроз подстицање партнерства (ХОПЕ), усвојеним у децембру 2006. године, подстакло је извоз одеће и инвестиције обезбеђивањем бесцаринског приступа САД. Конгрес је 2010. године изгласао продужење закона до 2020. у складу са ХЕЛП актом; сектор одеће чини око 90% хаићанског извоза и скоро једну десетину БДП-а. Дознаке су примарни извор девиза и износе скоро 20% БДП-а и више него двоструко више од зараде од извоза. Хаити пати од недостатка инвестиција, делом због ограничене инфраструктуре и недостатка безбедности. Хаити је 2005. године платио своје дугове Светској банци, отварајући пут за поновно ангажовање са Светском банком. Хаити је средином 2009. добио опрост дуга за преко милијарду долара кроз иницијативу за високо задужене сиромашне земље. Остатак њеног неизмиреног спољног дуга поништиле су земље донатори након земљотреса 2010. године, али је од тада порастао на преко 600 милиона долара. Влада се ослања на формалну међународну економску помоћ за фискалну одрживост, при чему више од половине њеног годишњег буџета долази из спољних извора. Администрација Мишела Мартелија је 2011. године покренула кампању са циљем да привуче стране инвестиције на Хаити као средство за одрживи развој . 

## Отказивање дуга
У 2005. укупан спољни дуг Хаитија достигао је процењених 1,3 милијарде америчких долара, што одговара дугу по глави становника од 169 долара, за разлику од дуга по глави становника Сједињених Држава који износи 40.000 долара.  Након демократских избора Аристида у децембру 1990. године, многи међународни кредитори одговорили су отказивањем значајних износа дуга Хаитија, чиме је укупан износ смањен на 777 милиона америчких долара 1991. Међутим, ново задуживање током 1990-их повећало је дуг на више од америчких 1 милијарду долара.
На врхунцу, укупан спољни дуг Хаитија процењен је на 1,8 милијарди долара, укључујући пола милијарде долара Интерамеричкој развојној банци, највећем кредитору Хаитија. У септембру 2009. године, Хаити је испунио услове које је поставио програм ММФ-а и Светске банке за високо задужене сиромашне земље, квалификовавши га за отписивање неког свог спољног дуга. Ово је износило отказивање од 1,2 милијарде долара. Упркос томе од 2010. године, позиви за отказивање преосталих дугова од милијарду долара снажно су долазили од група цивилног друштва као што је Јубиларна кампања дуга као реакција на последице земљотреса који је погодио земљу.

## Примарне индустрије
Примарне индустрије су кључне за одржавање економске разноликости Хаитија и међународног значаја.
Пољопривреда, шумарство и рибарство
Иако многи Хаићани зарађују за живот од пољопривредне производње, Хаити такође има пољопривредни извозни сектор. Пољопривреда, заједно са шумарством и рибарством, чини око једну четвртину (28% у 2004.) годишњег бруто домаћег производа Хаитија и запошљава око две трећине (66% у 2004.) радне снаге. Међутим, проширење је било тешко јер планине покривају већи део села и ограничавају земљиште доступно за обраду. Од укупних обрадивих површина од 550.000 хектара, 125.000 хектара је погодно за наводњавање, а од тога је само 75.000 хектара заправо оплемењено наводњавањем. Доминантне готовинске културе на Хаитију укључују кафу, манго и какао. Хаити је смањио своју производњу шећерне трске, која је традиционално важна приносна култура, због пада цена и жестоке међународне конкуренције, јер шуме Хаитија су се драматично проредиле, извоз дрвета је опао. Одвоз обловине годишње износи око 1.000 килограма. Хаити такође има малу рибарску индустрију. Годишњи улов последњих година износи око 5.000 тона.
Рударство и минерали
Хаити има рударску индустрију која је 2013. извукла минерале у вредности од приближно 13 милиона америчких долара. Боксит, бакар, калцијум карбонат, злато и мермер  су били најобимније вађени минерали на Хаитију. Екстрахују се креч и агрегати и у мањој мери мермер. Злато су копали Шпанци у раним колонијалним временима. Боксит се у новије време неколико година копао на локацији у близини Мирагоана на јужном полуострву. Пословала је од 1960. до 1972. Интернатионал Халливелл Минес, Лтд. канадска корпорација, преко своје подружнице на Хаитију у потпуном власништву, Ла Социете д'Екплоитатион ет де Девелоппемент Ецономикуе ет Натурал д'Хаити („Седрен“)  копао бакар у близини Гонаива .
Извезено је 0,5 милиона тона руде. Руда бакра процењена је на око 83,5 милиона долара. Влада Хаитија добила је око 3 милиона долара.  Од 2012. било је обећања о експлоатацији злата и бакра на северу Хаитија. 
Злато
Године 2012. објављено је да је влада Хаитија склопила поверљиве споразуме и преговоре дајући дозволе за истраживање или ископавање злата и сродних метала као што је бакар за преко 1.000 квадратних миља (2.600 км 2 ) у минерализованој зони која се протеже од истока на запад преко северног Хаитија. Процене вредности злата које би се могло извући отвореним копом су чак 20 милијарди долара. Према Алексу Дупују, катедри за афроамеричке студије и Џону Е. Андрусу, професору социологије на Универзитету Веслијан, способност Хаитија да адекватно управља рударским операцијама или да добије и користи средства добијена из тих операција у корист својих људи је непроверена и озбиљно доведен у питање. Лаквев, где се земља ископана из ручно рађених тунела испиру за мрвице бесплатног злата од стране локалног становништва, једна је од локација. У истој минерализованој зони у Доминиканској Републици Барик Голд и Голдцорп планирају поновно отварање рудника Пуебло Виејо. 

## Секундарне индустрије
Секундарне индустрије на Хаитију су оптерећене разним проблемима. 
Производња
Водеће индустрије на Хаитију производе пића, путер, цемент, детерџенте, јестива уља, брашно, рафинисани шећер, сапун и текстил. Раст и у производњи иу индустрији у целини успорен је недостатком капиталних инвестиција. Грантови из Сједињених Држава и других земаља циљали су на овај проблем, али без много успеха. Изградња приватних кућа и изградња изгледа да су један подсектор са позитивним изгледима за раст. 
У 2004. години индустрија је чинила око 20 процената бруто домаћег производа (БДП), а мање од 10 процената радне снаге радило је у индустријској производњи. Као део БДП-а, производни сектор се смањио од 1980-их. Ембарго Уједињених нација из 1994. године оставио је без посла већину од 80.000 радника у сектору монтаже. Поред тога, године војне владавине након председничког пуча 1991. године довеле су до затварања већине офшор фабрика за монтажу на Хаитију у слободним зонама око Порт-о-Пренса. Када се председник Аристид вратио на Хаити, дошло је до неких побољшања у производном сектору. 
Јефтинија радна снага Хаитија вратила је неке радове на монтажу текстила и одеће на острво касних 1990-их. Иако су ове добитке поткопана међународна конкуренција, сектор одеће је 2008. чинио две трећине годишњег извоза Хаитија од 490 милиона америчких долара.  Економски ангажман САД у оквиру Закона о ХОПЕ, из децембра 2006, повећао је извоз одеће и инвестиције обезбеђивањем приступа САД без царина. ХОПЕ II је у октобру 2008. додатно побољшао ситуацију проширивањем преференција на 2018. годину.
Енергија
Хаити троши веома мало енергије, што је еквивалентно приближно 250 килограма нафте по глави становника годишње. Хаити је 2003. године произвео 546 милиона киловат-сати електричне енергије док је потрошио 508 милиона киловат-сати. У 2013. години била је 135. од 135 земаља по нето укупној потрошњи електричне енергије. 
Већина енергије у земљи долази од сагоревања дрвета. Хаити увози нафту, троши око 11.800 барела дневно (1.880 м 3/д), од 2003. Брана Пелигре, највећа у земљи, снабдева главни град Порт-о-Пренс енергијом. Термоелектране обезбеђују електричну енергију остатку земље. Чак и са ниским нивоом потражње за енергијом у земљи, снабдевање електричном енергијом традиционално је било спорадично и подложно несташицама. Лоше управљање од стране државе надокнадило је више од 100 милиона америчких долара страних инвестиција усмерених на побољшање енергетске инфраструктуре Хаитија. Предузећа су прибегла обезбеђивању резервних извора напајања како би се изборили са редовним прекидима. Потенцијал за веће хидроенергије постоји, ако Хаити има жељу и средства да га развије. Влада контролише цене нафте и гаса, у извесној мери изолујући Хаићане од међународних флуктуација цена. 

## Терцијарне индустрије
Хаити се значајно ослања на терцијарне индустрије за своју економију.
Услуге
Услужни сектор Хаитија чинио је 52 процента бруто домаћег производа земље 2004. године и запошљавао је 25 процената радне снаге. Према статистичким подацима Светске банке, сектор услуга је један од ретких сектора привреде Хаитија који је одржао стабилан, иако скроман, раст током 1990-их.
Банкарство
Недостатак стабилног и поузданог банкарског система омета економски развој Хаитија. Банке на Хаитију редовно пропадају. Већина Хаићана нема приступ кредитима било које врсте. Када је поново изабран 2000. године, председник Аристид је обећао да ће поправити ову ситуацију, али је уместо тога увео неодржив план „задруга“ који је инвеститорима гарантовао стопу приноса од 10 одсто. До 2000. године, задруге су се распале и Хаићани су заједно изгубили више од 200 милиона америчких долара уштеђевине. 
Централна банка Хаитија, Банка Републике Хаити, надгледа 10 комерцијалних банака и две стране банке које послују у земљи. Већина банкарства се одвија у главном граду Порт-о-Пренсу. Уједињене нације и Међународни монетарни фонд су предводили напоре за диверсификацију и проширење финансијског сектора, чинећи кредите доступнијим руралном становништву. Године 2002. Канадска агенција за међународни развој водила је програм обуке за хаићанске кредитне уније. Хаити нема берзу.
Туризам
Туризам на Хаитију је патио од политичких преокрета у земљи. Неадекватна инфраструктура такође ограничава посетиоце острва. Међутим, 1970-их и 1980-их, туризам је био важна индустрија, привлачећи у просеку 150.000 посетилаца годишње. Од државног удара 1991. туризам се полако опорављао. Карипска туристичка организација (ЦТО) придружила се влади Хаитија у настојању да врати имиџ острва као туристичке дестинације. 2001. године Хаити је посетило 141.000 странаца. Већина је дошла из Сједињених Држава. Да би туризам постао главна индустрија Хаитија, и даље су потребна даља побољшања хотела, ресторана и друге инфраструктуре.
Телевизија 
Међународне телевизијске компаније су зарадиле базу претплатника у десетинама хиљада, и Kанал+ види значајан простор за развој индустрије  телевизије на Хаитију, након што је добио преко 100.000 претплатника у земљи од 2021. 